# Tomáš Fröde
Tomáš Fröde (* 4. května, 1986 Broumov, Československo) je český zpěvák, kytarista, frontman, skladatel a textař rockové kapely Imodium, zpěvák kapely Walkmanz a projektu LABe, hudební producent a moderátor.  

## Hudební kariéra

### Imodium - první etapa (1999 - 2019)
Tomáš Fröde spoluzaložil broumovskou rockovou kapelu Imodium již v roce 1999. Platnost smlouvy s vydavatelem Warner Music Group tak měli členové podmíněnou prospěchem ve škole.  Kapela se postupem let stala jedním z pilířů české rockové scény. Imodium vydali do roku 2017 pět řadových alb. Na nich se postupně hudebně vyvinuli z grunge nirvanovského ražení k barevnějšímu vyjádření, které pojímá jak pop-rockové skladby, tak i kompozice sahající až ke crossoveru a nu metalu. Skupina proslula svými tzv. bytovými turné, během nichž hrála přímo v domácnostech svých fanoušků. Na počátku roku 2019 kapela vyhlásila rozlučkové turné a poté časově neurčitou pauzu. 

### Walkmanz (2018 -?)
V roce 2018 založil s kytaristou René Ryparem (ex-Krucipüsk, Portless), slovenským baskytaristou Jaro Lukáčem a bubeníkem Zbyňkem Raušerem (Portless, ex-Animé) kapelu Walkmanz, kde zpívá a poprvé v hudební kariéře není textařem. Tím se stal Lukáš Dvořáček. Hrála rock'n'roll s nádechem retra a elektroniky. 20. března 2020 vydala kapela osmipísňové album MONO, které svými texty naráží na přetechizovanou, nudnou a neosobní dobu vzniku. Momentálně kapela nevykazuje aktivity, ačkoliv se nikdy oficiálně nerozešla.

### LABe (2022 -?)
Adam Jánošík, bubeník rockové kapely The Atavists, natočil několik instrumentálních skladeb a napsal texty pod hlavičkou projektu LABe. Skládáním se potřeboval zbavit pocitů, které do té doby tlumil návykovými látkami. Přijel za Frödem do studia s prosbou, zda by skladby nenazpíval, protože zpěv byla jediná složka, kterou nebyl schopen obsáhnout. Fröde zprvu odmítal, protože svůj hlas považoval za příliš signifikantní a nechtěl ho propůjčovat dalšímu projektu. Nicméně materiál shledal velmi silný. Jánošík opouštěl studio s argumentací, že pokud Fröde materiál nenazpívá, pak písně nikdy nevzniknou. Ten pak jednu píseň ve studiu nazpíval a nahrávku mu poslal. Jánošík byl z výsledku natolik nadšený, že v roce 2022 vzniklo celé album Dvě srdce - dvě hlavy .

### Imodium - druhá etapa (2022 - současnost)
Kapela Imodium se po letech 31. října 2022 ohlásila se skladbou „Střepy Tepy", duetem se zpěvačkou Žanet.  Asi dva měsíce po návratu se bubeník Kárl rozhodl nepokračovat. Kapela nicméně našla náhradu v Adamu Jánošíkovi, se kterým Fröde již spolupracoval na projektu LABe. Kapela zveřejnila tři singly. 4. dubna 2024 zahrálo Imodium v pražském Fóru Karlín. Přestože koncert vyprodaný nebyl, kapela ukázala, že se vrátila ve stabilní formě. Po zveřejnění čtyř singlů vydala 27. září 2022 šesté řadové album Horizont. To se dočkalo vřelého přijetí od hudebních médií. Krátce poté kapela zahájila podzimní klubové turné.  

## Profesní kariéra

### Vzdělání a práce v oboru
Absolvoval střední průmyslovou školu strojní, přesto však k oboru nikdy netíhl. Jeho jediná pracovní zkušenost v něm byla velmi krátká. 

### Nahrávací a producentská činnost
Fröde vlastní nahrávací studio „I“  v Hradci Králové, kde spolupracuje s především mladými umělci (např. punková kapela Byt číslo 4, indie-folkový interpret zvaný Coubey, punk-hardcorová kapela HEEL TURN, pop-rocková Náhodný výběr, punk-rock zakázanÝovoce, retro-rockoví TH!S, ale také již proslulé Rybičky 48). Skládá a produkuje pro svou manželku Žanetu (pseudonym Žanet). 

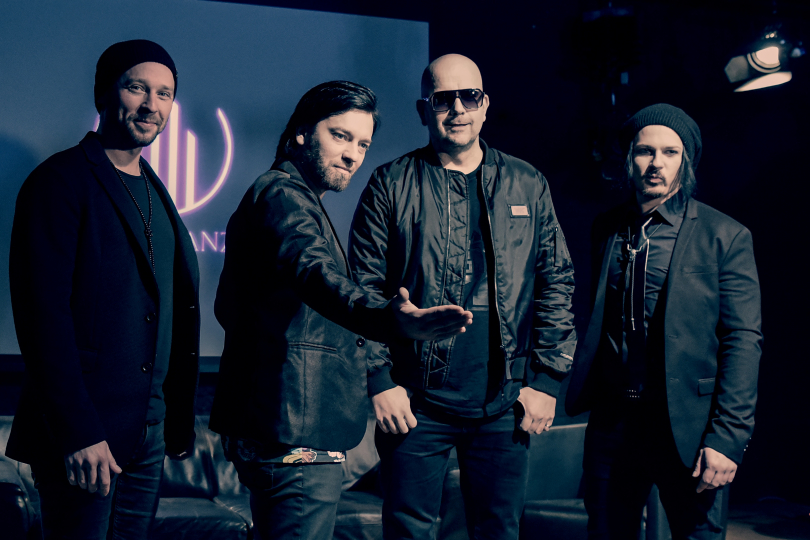
Kapela Walkmanz v roce 2019. Zleva: Zbyněk Raušer, Tomáš Fröde, René Rypar, Jaro Lukáč

### Moderátorská kariéra
Kromě hudby se Fröde věnuje i moderování. Svou moderátorskou dráhu začal na Hitrádiu Crystal v České Lípě. Jeho programový ředitel Dušan Krejdl zakládal s Frödeho bratrem Pavlem Hitrádio Metuje. Fröde přesto tvrdí, že k získání místa mu známosti nepomohly. Během svého jednoapůlročního pobytu si nenašel podnájem a bydlel přímo v sídle rádia. Tam podle svých slov naposlouchal velké množství hudby a složil kompletní materiál na album Stigmata (2007). Přibližně v roce 2008 přešel na pražské rádio RockZone 105,9, kde si splnil svůj sen pracovat v prostředí, které podporuje rockovou hudbu. Kolem roku 2015 moderoval pořad Flashback na televizní stanici REBEL 2 - Slušnej kanál TV. Od roku 2022 má na již zmíněném rádiu vlastní pořad s názvem Odposlech Thoma Frödeho, kde zpovídá osobnosti české a slovenské rockové scény.  

## Vzory a oblíbení interpreti
Na stránkách rádia RockZone 105,9 Fröde uvádí, že jeho oblíbenými interprety jsou Foo Fighters, Incubus, Nirvana, Korn, Silverchair, At The Drive In, Staind nebo např. Deftones. Naopak v rozhovoru pro Youtube kanál Kytary.cz přiznává, že nemá příliš v oblibě hudbu 80. let 20. století.

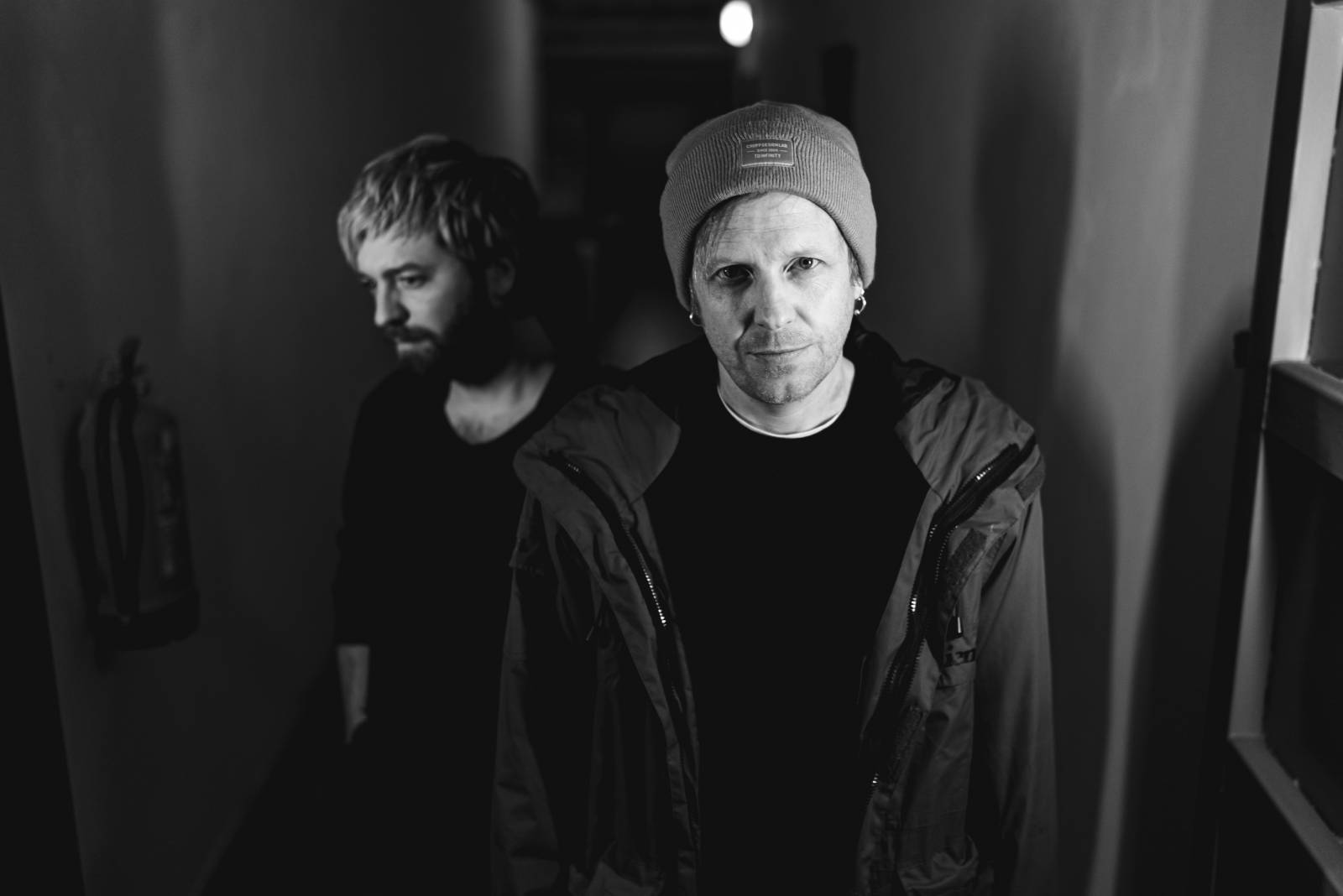
Projekt LABe v roce 2022. Zleva: Tomáš Fröde, Adam Jánošík

## Osobní život
Tomáš Fröde se stal v roce 2019 otcem syna Mikoláše.  Jeho manželkou je alternativně pop-rocková zpěvačka s přezdívkou Žanet (vlastním jménem Žaneta, rozená Vargová) z čáslavské kapely Nanosféra. 

## Diskografie
S kapelou Imodium
- 2004 – Imodium
- 2007 – Stigmata
- 2010 – Polarity
- 2013 – Valerie
- 2017 – Element
- 2024 – Horizont

S kapelou Walkmanz
- 2020 - MONO

S projektem LABe
- 2022 - Dvě srdce - dvě hlavy